# 矛齒鯨
矛齒鯨，又名刀齒鯨，是龍王鯨科中的一個屬，生存於4040萬至3390萬年前的始新世晚期，身長約5米（16英尺），很有可能是肉食性的，以魚類、軟體動物為主食。矛齒鯨生活於溫暖的海域，北美洲、紐西蘭、撒哈拉西部與埃及的特提斯洋都有發現牠們的化石。
因為矛齒鯨相當類似龍王鯨，所以矛齒鯨原先被認為是未成年的龍王鯨，但是後來矛齒鯨的幼鯨化石被發現，古生物學家才發現牠們是不同種。
雖然矛齒鯨看起來相當類似現代鯨魚，不過牠們沒有辦法向現代鯨魚那麼有效率的使用超音波。牠們的鼻孔位在嘴與頭頂的中間，就跟其他的龍王鯨類一樣。

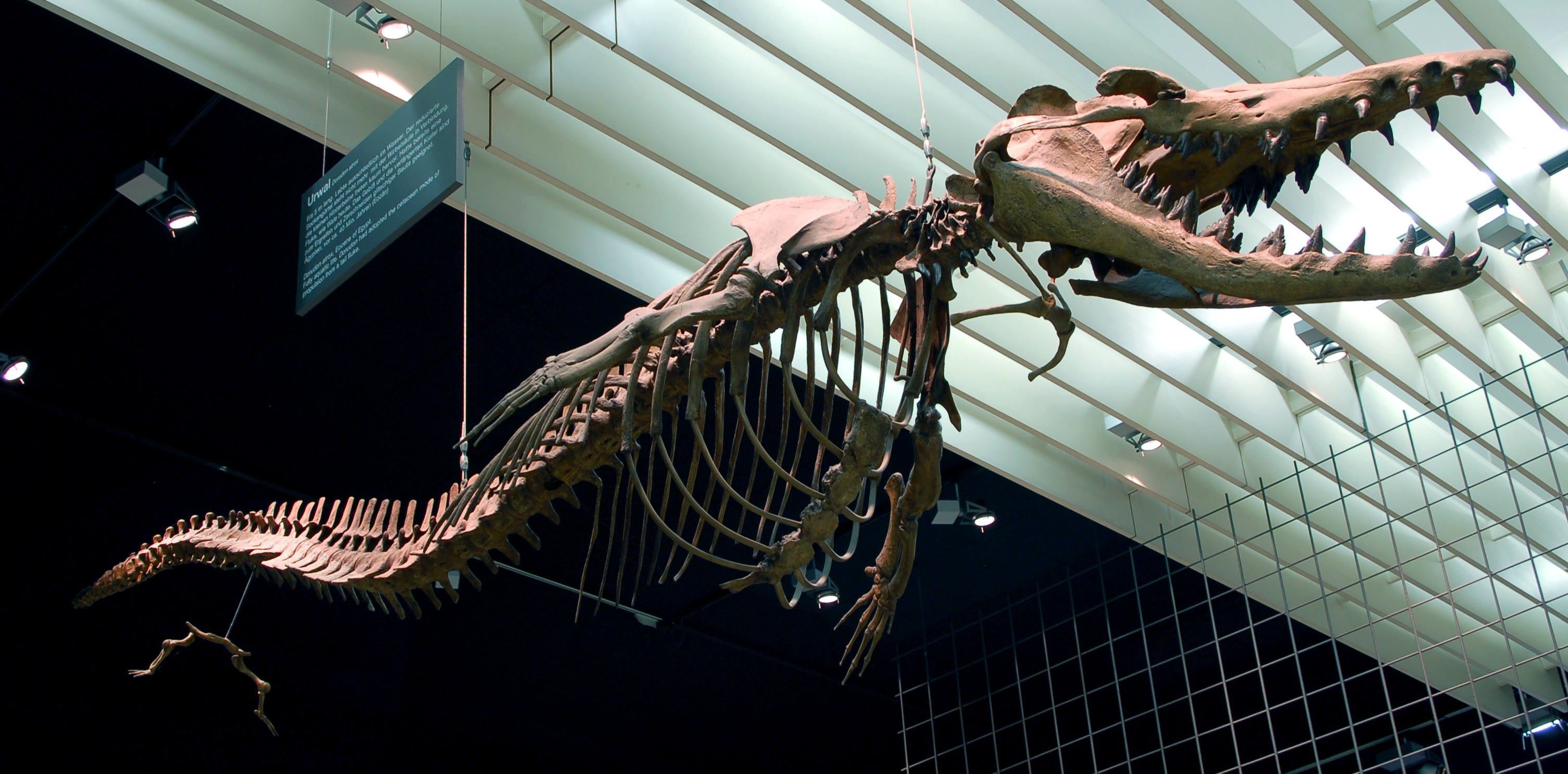
矛齒鯨的骨骼。

## 大众文化
矛齿鯨在BBC的影集《與野獸共舞》第2集中出现，片中幼年矛齿鯨被母龙王鲸当作猎物。
矛齒鯨也出現於同為BBC製作的《海底霸王》第二集，片中主持人奈吉爾·馬文潛入古代特提斯洋，與一群矛齒鯨共游。

## 外部連結
- BBC Wildfacts: Dorudon Archive.today的存檔，存档日期2012-12-23